# IM A SINGER
『IM A SINGER』（アイム・ア・シンガー）は、Toshlの通算25枚目、初のカバー・アルバム。2018年11月28日にユニバーサルミュージックよりリリースされた。

## 概要
前作より5年3ヶ月ぶり、メジャー・レーベルからのリリースは『CANARY (壊れた世界でカナリアは歌う)』以来、20年半ぶりとなるアルバム。
11月15日に「チキンライス」「手紙 ～拝啓 十五の君へ」「365日の紙飛行機」の3曲が各種音楽配信サイトで先行配信された。

## 楽曲について
- チキンライス
ミュージック・ビデオが制作され、2018年11月14日に公開された。監督は松田広輝[5]。子役の高村佳偉人が出演している[4]。
- 幸せのちから
2018年9月5日発売、和田アキ子デビュー50周年記念トリビュート・アルバム『アッコがおまかせ ～和田アキ子 50周年記念 トリビュート・アルバム～』収録曲。
2019年放送のテレビドラマ『記憶捜査〜新宿東署事件ファイル〜』シーズン1のエンディングテーマとして使用された[6]。

## 収録曲
1. 手紙 〜拝啓 十五の君へ〜（original:アンジェラ・アキ）
作詞・作曲：アンジェラ・アキ、編曲：松浦晃久
2. 365日の紙飛行機（original:AKB48）
作詞：秋元康、作曲：青葉紘季・角野寿和、編曲：松浦晃久
3. チキンライス（original:浜田雅功と槇原敬之）
作詞：松本人志、作曲：槇原敬之、編曲：川口大輔
4. 糸（original:中島みゆき）
作詞・作曲：中島みゆき、編曲：坂本昌之
5. 赤いスイートピー（original:松田聖子）
作詞：松本隆、作曲：呉田軽穂、編曲：松浦晃久
6. 道（original:EXILE）
作詞：樫田正剛、作曲：miwa furuse、編曲：川口大輔
7. ひこうき雲（original:荒井由実）
作詞・作曲：荒井由実、編曲：坂本昌之
8. Everything（original:MISIA）
作詞：MISIA、作曲：松本俊明、編曲：川口大輔
9. I LOVE YOU（original:尾崎豊）
作詞・作曲：尾崎豊、編曲：川口大輔
10. 幸せのちから（original:和田アキ子）
作詞・作曲：M.Y[注 1][8][9]、編曲：坂本昌之